# Температура застою
У термодинаміці та механіці рідини температура застою - це температура в точці застою в потоці рідини. У точці застою швидкість рідини дорівнює нулю, а вся кінетична енергія перетворюється на внутрішню енергію та додається до локальної статичної ентальпії . В обох стисному і нестисному потоках температура застою дорівнює загальній температурі в усіх точках потоку, що веде до точки застою.  

## Виведення

### Адіабатичний
Температуру застою можна отримати з першого закону термодинаміки. Застосовуючи рівняння енергії постійного потоку  та ігноруючи доданки роботи, тепла і гравітаційного потенціалу, ми маємо: 
{\displaystyle h_{0}=h+{\frac {V^{2}}{2}}\,}
де: 
{\displaystyle h_{0}=\,} застійна (або загальна) ентальпія в точці застою
{\displaystyle h=\,} статична ентальпія в точці, що нас цікавить, уздовж лінії застою
{\displaystyle V=\,} швидкість в точці, що нас цікавить, по лінії застою
Замінюючи ентальпію припустивши, що питома теплоємність постійна за умови постійного тиску ( {\displaystyle h=C_{p}T} ) ми маємо: 
{\displaystyle T_{0}=T+{\frac {V^{2}}{2C_{p}}}\,}
або 
{\displaystyle {\frac {T_{0}}{T}}=1+{\frac {\gamma -1}{2}}M^{2}\,}
де: 
{\displaystyle C_{p}=\,} питома теплоємність при постійному тиску
{\displaystyle T_{0}=\,} температура в точці застою
{\displaystyle T=\,} температура (або статична температура) в точці, що становить інтерес, по лінії застою
{\displaystyle V=\,} швидкість в точці, що цікавить, по лінії застою
{\displaystyle M=\,} число Маха в точці, що становить інтерес, за маршрутом застою
{\displaystyle \gamma =\,} Коефіцієнт питомої теплоти ( {\displaystyle C_{p}/C_{v}} ), ~1,4 для повітря при ~300 К

### Потік з додаванням тепла
{\displaystyle h_{02}=h_{01}+q}
{\displaystyle T_{02}=T_{01}+{\frac {q}{C_{p}}}}
q = тепло на одиницю маси, що додається в систему
Власне кажучи, ентальпія є функцією як температури, так і щільності. Однак, використовуючи загальне припущення про калорійно досконалий газ, ентальпія може бути перетворена безпосередньо в температуру, як зазначено вище, що дозволяє визначити температуру застою з точки зору більш фундаментальної властивості - ентальпії застою. 
Властивості застою (наприклад, температура застою, тиск застою) корисні при розрахунках продуктивності реактивного двигуна. При роботі двигуна температуру застою часто називають загальною температурою повітря. Для вимірювання температури застою часто використовують біметалічну термопару, але необхідно враховувати термічне випромінювання.

## Сонячні теплові колектори
Тестування продуктивності сонячних теплових колекторів використовує термін температури застою для позначення максимальної досяжної температури колектора зі стоячою рідиною (без руху), температурою навколишнього середовища 30° С та надхідним сонячним випромінюванням 1000 Вт/м2. Попередні цифри це значення найгіршого випадку, які дозволяють розробникам колекторів планувати сценарії у випадку потенційного перенагрівання у разі збою системи.

## Дивись також
- Точка застою